# Fabrizio Poletti
Fabrizio Poletti (Bondeno, 13 luglio 1943) è un ex calciatore e allenatore di calcio italiano, di ruolo difensore.

## Carriera

### Calciatore

#### Club

Poletti contrasta Alberto Spencer

Nel 1961 fu acquistato dal Torino, che lo diede in prestito all'Asti per una stagione. In maglia granata giocò dal 1962 al 1971, totalizzando 275 presenze (224 con 18 reti in Serie A, 37 con 4 reti in Coppa Italia e 14 con una rete nelle Coppe europee), risultando così il 14º giocatore del Torino per numero di gare disputate. Era il rigorista principale della squadra piemontese, ossia colui che tirava i calci di rigore, sbagliandone pochi. Con il club torinese vinse due Coppe Italia, nel 1968 e nel 1971.
La sera del 15 ottobre 1967, mentre a Torino attraversava a piedi corso Re Umberto, fu coinvolto, uscendone leggermente ferito a una gamba, nell'incidente stradale nel quale perse la vita il suo compagno di squadra e grande amico Gigi Meroni.
Il 9 luglio 1971 fu ingaggiato dal Cagliari. Passò quindi nell'estate 1974 alla Sampdoria, dove ottenne le ultime 5 presenze nella massima serie nella stagione 1974-1975.
In carriera totalizzò complessivamente 344 presenze e 24 reti in Serie A.

#### Nazionale
Con la Nazionale italiana esordì il 16 giugno 1965 contro la Svezia; vanta 6 presenze. Prese parte, ottenendo il secondo posto, al campionato del mondo 1970, nel corso del quale scese in campo nella celebre semifinale contro la Germania Ovest, sostituendo Roberto Rosato all'inizio dei tempi supplementari. In quella partita marcò il centravanti tedesco Gerd Müller, che realizzò la rete del momentaneo 2-1 sfruttando un malinteso tra Poletti e il portiere Enrico Albertosi.
Conta anche 3 presenze in Nazionale B e 6 presenze in Nazionale giovanile. Ha fatto parte della Selezione vincitrice ai Giochi del Mediterraneo 1963 disputati a Napoli.
Poletti era stato anche inserito nella rosa dei 22 giocatori che, nel settembre 1964, si stavano preparando per la partecipazione ai Giochi Olimpici di Tokyo, poi non effettuata per l'imputazione di professionismo rivolta ad alcuni componenti da parte del CIO (Comitato Olimpico Internazionale), benché essi fossero formalmente in regola con le norme della FIFA.

### Allenatore
Nel gennaio 1978 subentra a Gianfranco Bozzao alla guida del Suzzara, militante in Serie D, senza riuscire a evitarne la retrocessione in Promozione. Attualmente vive in Costa Rica dove si è trasferito negli anni ottanta.

## Statistiche

### Cronologia presenze e reti in nazionale
| Cronologia completa delle presenze e delle reti in nazionale ― Italia | Cronologia completa delle presenze e delle reti in nazionale ― Italia | Cronologia completa delle presenze e delle reti in nazionale ― Italia | Cronologia completa delle presenze e delle reti in nazionale ― Italia | Cronologia completa delle presenze e delle reti in nazionale ― Italia | Cronologia completa delle presenze e delle reti in nazionale ― Italia | Cronologia completa delle presenze e delle reti in nazionale ― Italia | Cronologia completa delle presenze e delle reti in nazionale ― Italia |
| Data                                                                  | Città                                                                 | In casa                                                               | Risultato                                                             | Ospiti                                                                | Competizione                                                          | Reti                                                                  | Note                                                                  |
| --------------------------------------------------------------------- | --------------------------------------------------------------------- | --------------------------------------------------------------------- | --------------------------------------------------------------------- | --------------------------------------------------------------------- | --------------------------------------------------------------------- | --------------------------------------------------------------------- | --------------------------------------------------------------------- |
| 16-6-1965                                                             | Malmö                                                                 | Svezia                                                                | 2 – 2                                                                 | Italia                                                                | Amichevole                                                            | -                                                                     |                                                                       |
| 23-6-1965                                                             | Helsinki                                                              | Finlandia                                                             | 0 – 2                                                                 | Italia                                                                | Qual. Mondiali 1966                                                   | -                                                                     |                                                                       |
| 27-6-1965                                                             | Budapest                                                              | Ungheria                                                              | 2 – 1                                                                 | Italia                                                                | Amichevole                                                            | -                                                                     |                                                                       |
| 24-5-1969                                                             | Torino                                                                | Italia                                                                | 0 – 0                                                                 | Bulgaria                                                              | Amichevole                                                            | -                                                                     | 46’                                                                   |
| 17-6-1970                                                             | Città del Messico                                                     | Italia                                                                | 4 – 3 dts                                                             | Germania Ovest                                                        | Mondiali 1970 - Semifinale                                            | -                                                                     | 91’                                                                   |
| 17-10-1970                                                            | Berna                                                                 | Svizzera                                                              | 1 – 1                                                                 | Italia                                                                | Amichevole                                                            | -                                                                     |                                                                       |
| Totale                                                                |                                                                       | Presenze                                                              | 6                                                                     |                                                                       | Reti                                                                  | 0                                                                     |                                                                       |

## Palmarès

### Club
- Coppa Italia: 2

Torino: 1967-1968, 1970-1971

### Nazionale
- Giochi del Mediterraneo :1

Italia 1963

## Riconoscimenti
- Medaglia d'oro al valore atletico (1970)[3]